# Auroville

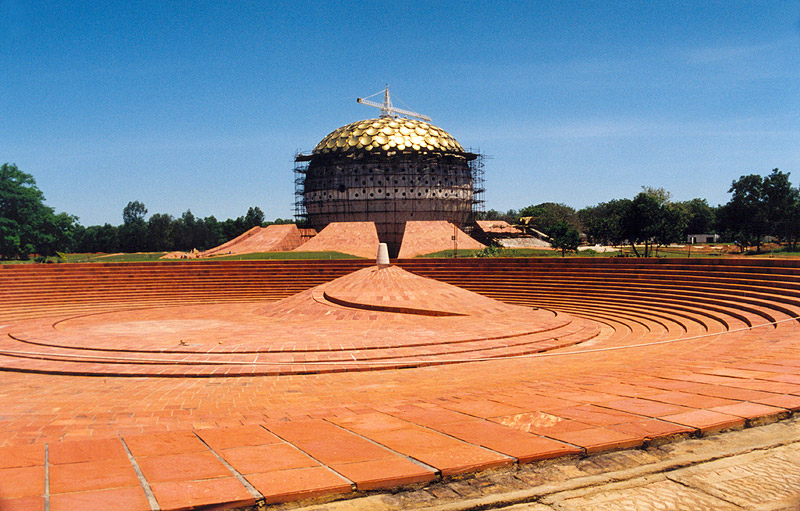
El Matrimandir en el centro de la gran plaza de Auroville durante su construcción.

Auroville es una comunidad ubicada a diez kilómetros del municipio de Puducherry, en el estado de Tamil Nadu, India.

## Etimología
La denominación Auroville se refiere tanto al místico hindú Sri Aurobindo como a ‘Ciudad de la Aurora’ (en francés, ya que Puducherry, la ciudad más cercana a Auroville, fue durante siglos una colonia francesa).

## Orígenes
La comunidad fue fundada según las visiones de Sri Aurobindo y más concretamente por Mirra Alfassa, más conocida como La Madre, quien fuera discípula del primero. Tras la muerte de Aurobindo ella organizó a los seguidores del místico en el «Sri Aurobindo Áshram en Puducherry».

## Motivos para su creación
El motivo para la creación de Auroville ha sido —según palabras de Alfassa— la existencia de «el lugar en una vida comunitaria internacional, donde hombres y mujeres aprendan a vivir en paz, armonía, más allá de todas las creencias, opiniones políticas y nacionalidades».
Respecto al proyecto Alfassa ha dicho: «Debe existir sobre la Tierra un lugar inalienable, un lugar que no pertenezca a ninguna nación, un sitio en donde todos los seres de buena voluntad, sinceros en sus aspiraciones, puedan vivir libremente como ciudadanos del mundo».
La idea fue presentada a la ONU y al gobierno de la India en 1965; en 1966 la Unesco tomó la resolución de aceptar y asistir a este proyecto único. En 1973 cuando falleció Alfassa se le rindieron en Auroville funerales como si fuera una manifestación de la Madre Divina (deví). Poco después de su muerte, surgieron discordias y desencanto que provocó que algunos de los primeros pobladores decidieran marcharse, aunque la mayoría de los aurovilianos decidió quedarse.
Las bases de la comunidad están escritas en la carta de Auroville, que consta de cuatro puntos.

### Carta de Auroville
- 1. Auroville no pertenece a nadie en particular, Auroville pertenece a la humanidad en su conjunto, pero para vivir en Auroville hace falta ser servidor voluntario de la consciencia divina.
- 2. Auroville será el lugar de la educación permanente, del progreso constante, y de la juventud que nunca envejece.
- 3. Auroville quiere ser el puente entre el pasado y el futuro. Aprovechando todos los descubrimientos exteriores e interiores Auroville se lanzará audazmente en el futuro.
- 4. Auroville será el lugar de una investigación material y espiritual para dar una manifestación viva a una unidad humana concreta.

## La ciudad
Auroville ha sido construida según los planes del arquitecto francés Roger Anger siguiendo las indicaciones de la Madre, su diseño original es un mandala.
La ciudad fue inaugurada el 28 de febrero de 1968 en presencia del presidente de la India y representantes de otros 124 países; cada uno de ellos arrojó un puñado de tierra de su país de origen dentro de una urna que se encuentra enterrada en el centro de Auroville, para simbolizar así la fraternidad universal.
En el centro de Auroville se ubica el Matrimandir, que es un edificio considerado como el núcleo, el lugar de la Madre. Se trata de una gigantesca sala de meditación revestida al interior con muros de mármol blanco donde se alberga la una gran esfera de cristal de 70 centímetros de diámetro. El lugar está iluminado por los rayos del sol mediante un sistema de espejos dispuestos en el techo que golpean directamente en la esfera generando una atmósfera especial donde la luz varía de intensidad dependiendo de las nubes o las condiciones ambientales. En su exterior, el Matrimandir es un gran domo dorado. 
El proyecto original preveía cuatro zonas dispuestas radialmente en torno al Matrimandir, las zonas previstas son: la residencial, la cultural, la industrial y la internacional. Esta disposición radial iba a tener forma de estrella y ocuparía un área de 25 km². A inicios de 2006 se tenían edificados solo 10 km². Auroville está constituida por más de cien pequeñas comunidades repartidas en un radio de unos 20 km². El núcleo urbano se encuentra rodeado de un cinturón verde de bosques replantados, huertos y jardines, el cual sirve de espacio recreativo y para actividades deportivas al aire libre. Las comunidades que componen a esta población (que es una mezcla de ashram y ecovilla) poseen diversos estilos y estándares de vida.

### El Matrimandir
El Matrimandir (sánscrito para El templo de la Madre) es un edificio de importancia espiritual para Auroville, está dedicado a la Madre Divina (Dios en su aspecto de madre). Tiene un significado espiritual para aquellos que practiquen el Yoga Integral de Sri Aurobindo, pero no pertenece a ningún tipo de religión o secta en particular. Tardó 37 años en construirse.

## Política y organización
La Madre fue la máxima autoridad hasta que murió en el año 1973. La ciudad ha experimentado con diversas formas de gobierno y actualmente tiene un complejo sistema que combina una asamblea de todos los habitantes con varios grupos y comités para organizar la gestión y el desarrollo de la ciudad.

## Economía
Los ingresos de Auroville provienen de donaciones provenientes de distintas partes de la India y del mundo, el gobierno de la India, así como a la red de unidades económicas de la comunidad, dedicadas a la tecnología informática, los negocios en pequeña y mediana escala, el reciclado y venta de papel. Entre las artesanías han adquirido cierto renombre las barras de incienso que se venden bien sea en los mercados de Pondicherry o bien en el resto de la India e incluso en mercados internacionales.
Las unidades económicas en Auroville pertenecen a la comunidad y se espera de ellas que aporten un mínimo de un tercio de sus beneficios para el desarrollo de la comunidad; el resto se destina a reservas y reinversión. Una de las reglas de la comunidad es el establecimiento de salarios máximos establecidos a base de tercios: el más alto no puede ser más del triple del salario base de los miembros de la comunidad. 
Otras actividades incluyen la reforestación, la agricultura orgánica, la investigación educacional, el cuidado de la salud, el planeamiento y desarrollo urbano, la gestión adecuada del agua, las actividades culturales y los servicios comunitarios.

### Emprendedores
Entre los emprendimientos se pueden citar:
- Forecaners (agricultura y tecnologías alternativas).
- Aurelec (informática).
- Fertile (reforestación y agricultura)
- Nine Palms (reforestación y agricultura)
- Meadows (reforestación y agricultura)
- Fraternity (comunidad artesanal que trabaja en las aldeas tamiles).
- Aspiration (educación, salud y actividad en las aldeas).

Auroville está supervisada por la Auroville Foundation mediante un acta del Parlamento de la India llamada The Auroville Foundation Act (1988).

## Educación y modo de vida
En Auroville lo que se busca es una enseñanza y una educación no autoritaria, basada en los principios de la no violencia, en cuanto al modo de vida. También se procura que esté acorde con la naturaleza y por esto se ha dado una consideración especial a la ecología siguiendo las prácticas del llamado yoga integral de Sri Aurobindo.

## Población
El número de residentes es pequeño: según el censo realizado el 10 de noviembre de 2005 los aurovillenses eran 1.780 (1.367 adultos y tan solo 413 niños; del total de esa población, 736 eran indios, y luego gente procedente de otros 35 países: 262 franceses, 226 alemanes, 85 italianos, 77 neerlandeses, 61 estadounidenses, 56 españoles, 50 británicos, también 9 argentinos, 3 colombianos, dos bolivianos y un ecuatoriano  etc.).

## Apoyo internacional
Entre los defensores del proyecto se encuentra el Dalái lama que ha viajado al lugar en varias ocasiones:
Estas fueron sus palabras en 1973:

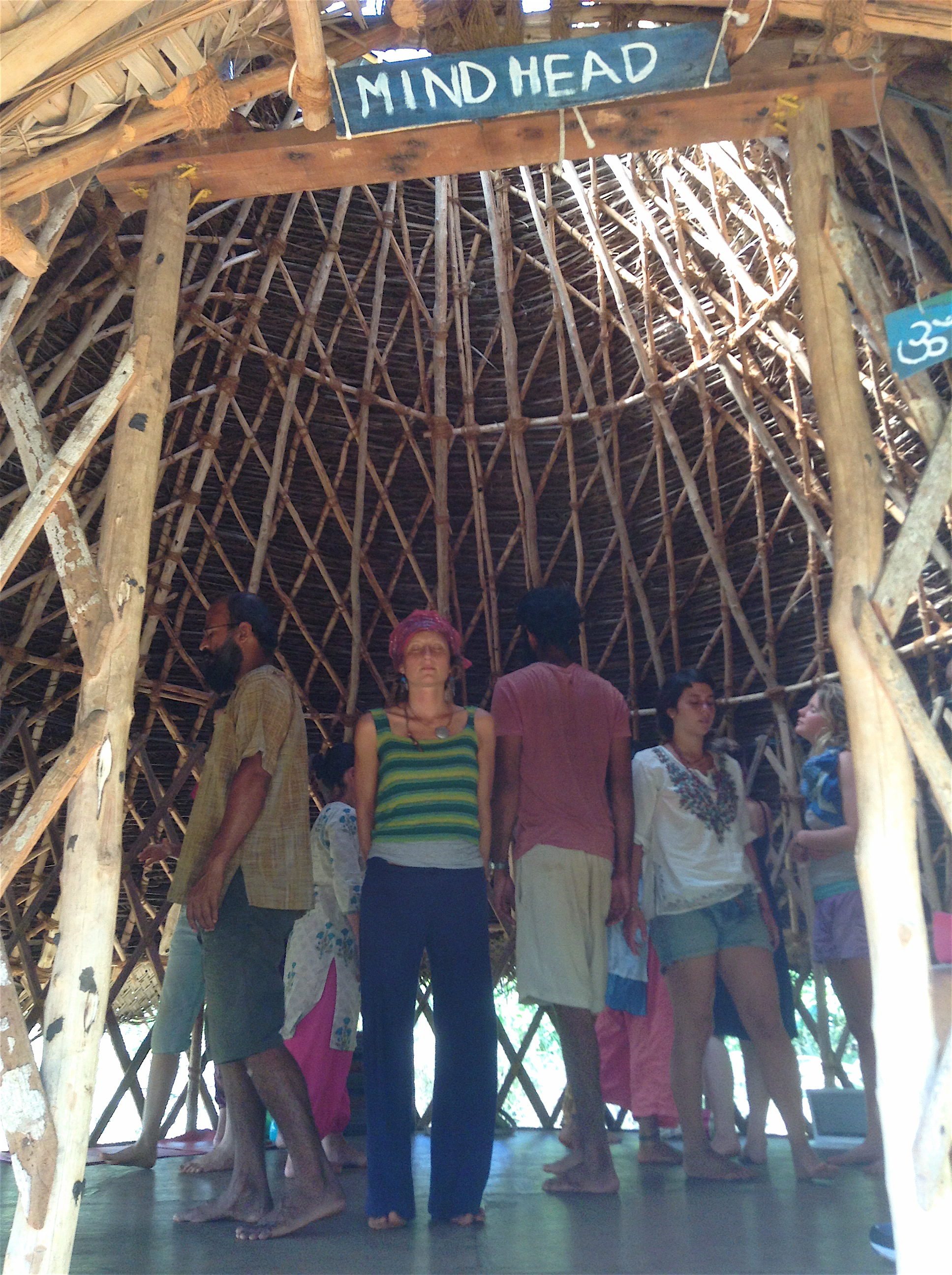
Taller de Teatro en Sadhana Forest, Auroville 2014

"Estamos profundamente impresionados por el objetivo espiritual detrás de la construcción de una ciudad internacional llamada Auroville La importancia del esfuerzo para lograr la unidad humana y la cooperación internacional mediante la creación de una ciudad así. Tampoco podemos descuidar el inmenso beneficio para adquirir de ella. Estamos, por tanto con muchas ganas de ser el primer país en construir un pabellón."
También ha tenido el apoyo de la asamblea general de la UNESCO apoyando una resolución de apoyo a Auroville en 1973:
"Los Estados miembros y las organizaciones internacionales no gubernamentales a participar en el desarrollo de Auroville como ciudad cultural internacional diseñado para reunir a los valores de las diferentes culturas y civilizaciones en un ambiente de armonía con los estándares de vida integrados que respondan a las necesidades físicas y espirituales del hombre."
P. V. Narasimha Rao, ministro de Relaciones Exteriores, Gobierno de la India, dijo en una carta dirigida a la UNESCO en 1986:
"El municipio internacional conocido como Auroville, ubicado en el sur de la India, a pesar de un difícil período por el que pasó durante los últimos años, surgió como un experimento colectivo único listo para un mayor desarrollo y crecimiento hacia la realización de los ideales enunciados en su Carta.
Nos complace que el Gobierno de la India ha intervenido en 1980 para dar la protección y el estímulo necesario para los residentes de Auroville en continuar sus tareas de construcción de Auroville y su crecimiento a través de experimentos colectivos progresistas".